# Aïtos (obchtina)
L'Obchtina Aïtos (bulgare : Община Айтос) est une commune dans l'est de la Bulgarie.

## Géographie physique
La commune est située dans l'est de la Bulgarie, à 350 km à l'est de la capitale Sofia et à 30 km au nord-ouest de la capitale régionale Bourgas.

## Géographie humaine
| 1926 | 1934 | 1946 | 1956 | 1965 | 1975 | 1985 | 1992 | 2001   |
| ---- | ---- | ---- | ---- | ---- | ---- | ---- | ---- | ------ |
| -    | -    | -    | -    | -    | -    | -    | -    | 30 422 |

| 2005   | 2011   | 2021   | 2022   | - | - | - | - | - |
| ------ | ------ | ------ | ------ | - | - | - | - | - |
| 30 386 | 28 669 | 27 326 | 25 068 | - | - | - | - | - |

,,

## Administration

### Structure administrative
La municipalité d'Aïtos comprend 17 localités (1 ville et 16 villages) :
| - Aïtos - Dryankovets - Karaguéorguièvo - Karanovo - Liaskovo - Malka Poliana | - Maglen - Péchtèrsko - Pirné - Polianovo - Raklinovo - Sadièvo | - Topolitsa - Tchérna Moguila - Tchérnograd - Tchoukarka - Zétiovo |

Le chef-lieu de la commune d'Aïtos est la ville d'Aïtos.

## Galerie

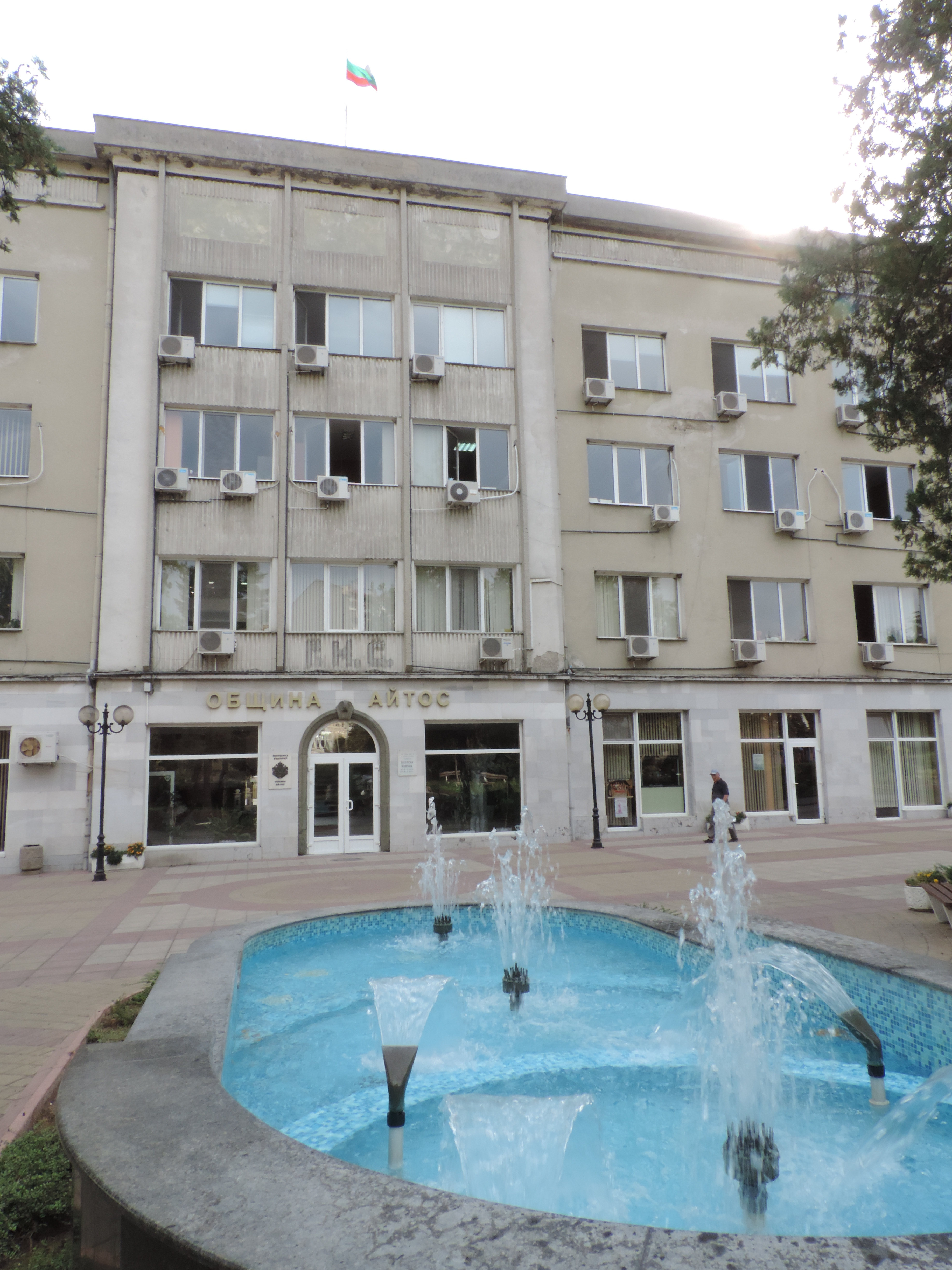
Aïtos : L'hôtel de ville de la commune
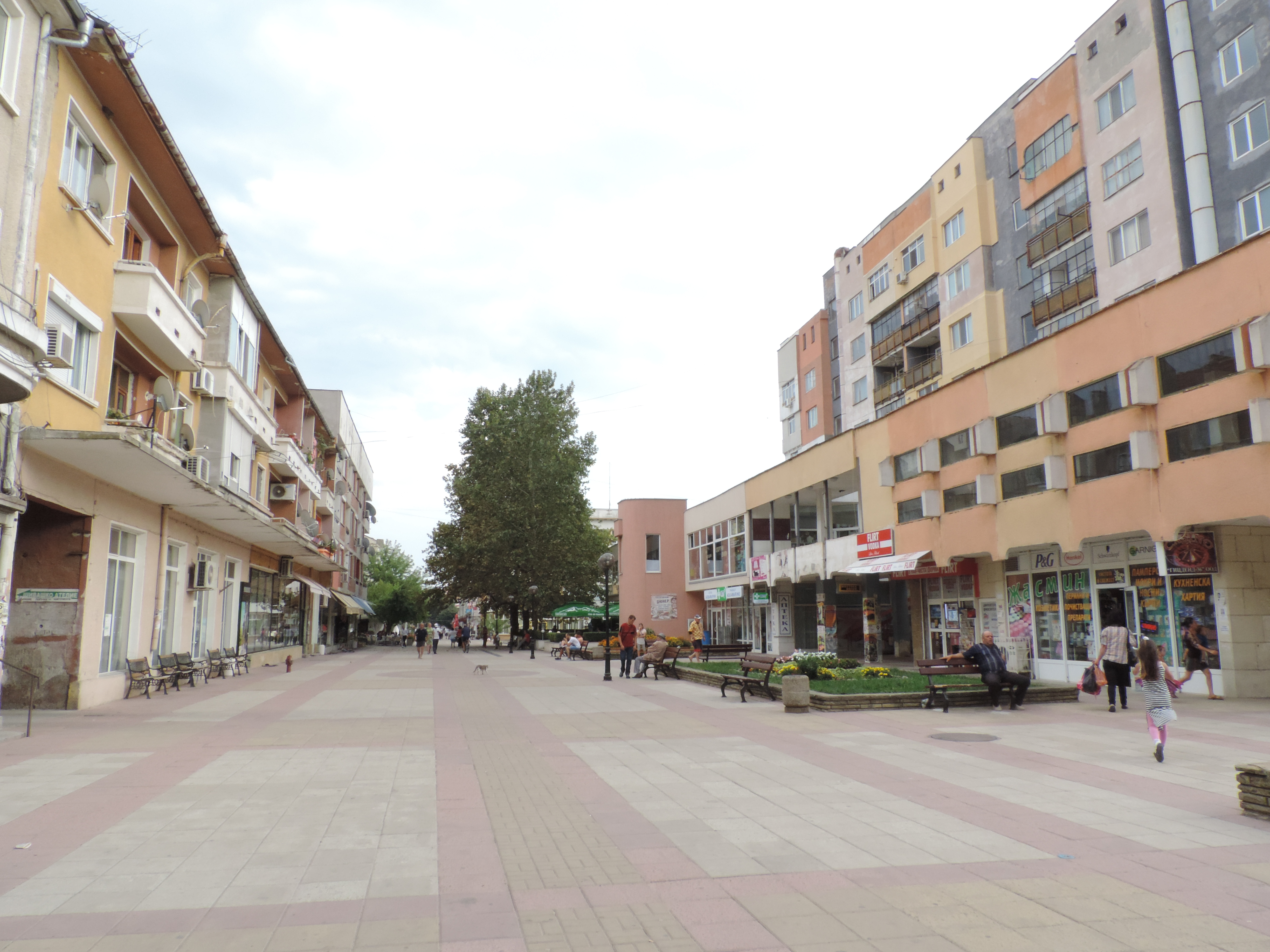
Aïtos : Le centre piéton
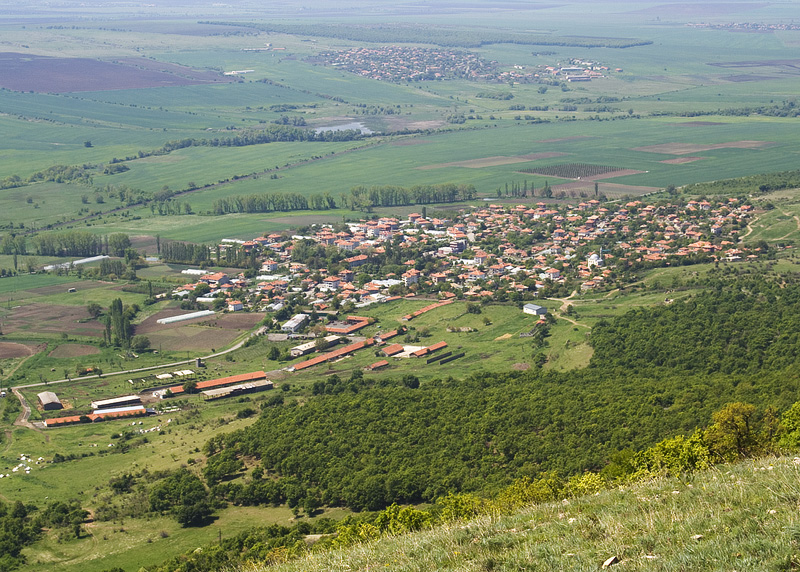
Topolitsa : vue panoramique du village
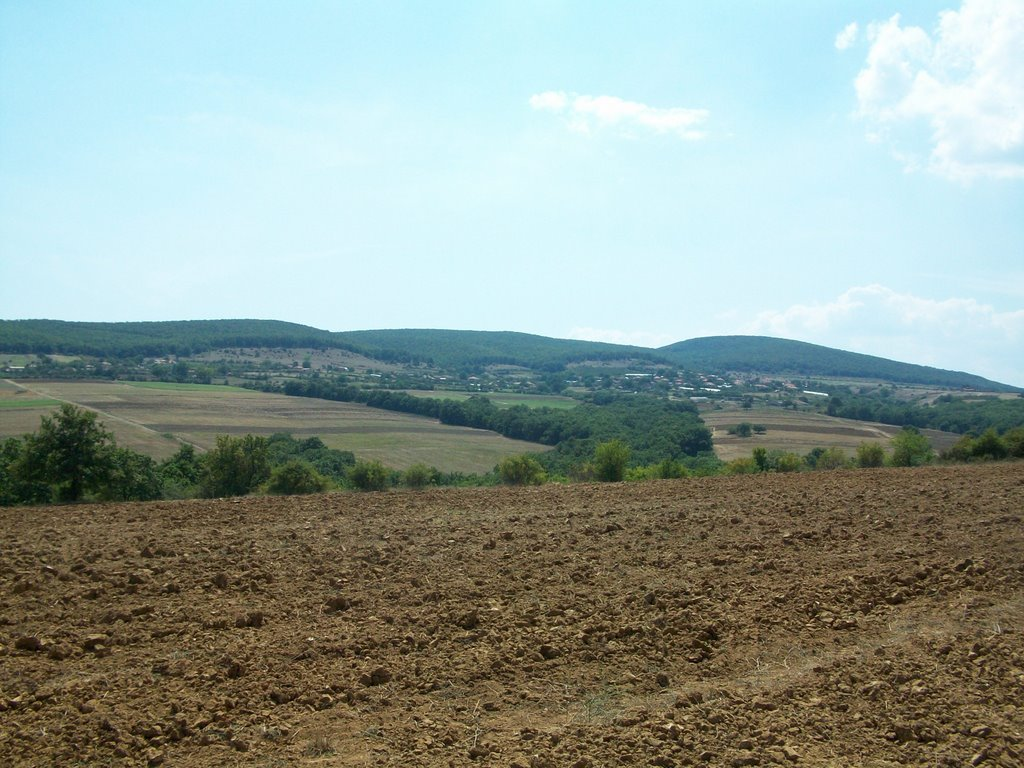
Tchérna Moguila : vue panoramique du village et des collines de Karatépé